# Stampriet
Stampriet (Nama: ǂĀǂams) is een dorp in de regio Hardap in Namibië. Het ligt 64 km ten noordoosten van Mariental. Stampriet ligt op 1.177 meter hoogte in een droog gebied langs de Auob. Het is het administratieve centrum van de kieskring Mariental Rural. Het dorp ligt op het kruispunt van de wegen C15 en C20.

## Geschiedenis
Stampriet werd gesticht in 1898 als handelspost in het toenmalige Duits-Zuidwest-Afrika. Het was de locatie van meerdere veldslagen tussen Duitse en Nama troepen. In 1970 telde de bevolking 70 blanken, 1 persoon van gemengd ras en 195 zwarten.
De naam Stampriet is een Afrikaanse vertaling van de Nama-naam ǂĀǂams. Aangezien stamp Afrikaans is voor "bult" en riet voor "riet", is de plaats waarschijnlijk vernoemd naar het riet dat men moet vertrappen om de drinkplaats te bereiken, of als een plaats waar de "rietdans", het beroemde koninklijke ritueel in zuidelijk Afrika, werd gehouden. Aanvankelijk heette het Stamprietfontein, maar dat achtervoegsel werd later losgelaten.

## Economie en educatie
De mensen en dieren in Stampriet zijn afhankelijk van boorgaten voor hun water. De lokale boorgaten zijn sterken en halen soms tot 3,5 miljoen liter water per dag omhoog, wat de lokale boeren de kans geeft om hun gewassen, voornamelijk maïs en luzerne te irrigeren.
In het dorp is de Privatskool Elnatan, opgericht in 1992, te vinden. Deze school heeft ongeveer 370 leerlingen en aangezien het dorp niet zo groot is, leeft 80% van de leerlingen in de slaapgebouwen van de school. Deze leerlingen komen van door het hele land, omdat maar weinig privéscholen in Namibië scholing in Afrikaans aanbieden. 